# Esezi Otomewo
Esezi Otomewo (Indianapolis, 9 marzo 1999) è un giocatore di football americano statunitense che milita nel ruolo di defensive end per i Jacksonville Jaguars della National Football League (NFL).

## Carriera

### Minnesota Vikings
Al college Otomewo giocò a football a Minnesota. Fu scelto nel corso del quinto giro (165º assoluto) nel Draft NFL 2022 dai Minnesota Vikings. Debuttò nella settimana 14 e da quel momento scese in campo in tutte le ultime cinque partite della stagione, chiusa con 5 tackle.

### Jacksonville Jaguars
Il 31 agosto 2023 Otomewo firmò con la squadra di allenamento dei Jacksonville Jaguars.